# José Miguel Barreto
José Miguel Barreto Pérez (Monagas, Venezuela, 1830 - ibídem, 14 de octubre de 1900), fue un militar venezolano del siglo XIX que combatió en la Guerra de los Diez Años (1868-1878) por la independencia de Cuba. 

## Orígenes y primeros años
José Miguel Barreto nació en Aguada de Maturín, estado de Monagas, Venezuela, en fecha no especificada del año 1830. 
Militar de carrera, sirvió largamente en el ejército de su país natal, alcanzando los grados de General de Brigada (Brigadier). 

## Guerra de los Diez Años
El 10 de octubre de 1868, estalló en Cuba la Guerra de los Diez Años (1868-1878), primera guerra de independencia cubana. 
Al ser la mayoría de los líderes cubanos inexpertos en cuestiones militares, necesitaban militares extranjeros con experiencia, por lo que la ayuda de hombres como Barreto, siempre fue bien recibida. 
Llegó a Cuba el 6 de julio de 1873, como jefe de la segunda expedición del “Virginius”. En poco tiempo, fue ascendido a Mayor general y nombrado Secretario (Ministro) de la Guerra de la República de Cuba en Armas. 
Fue puesto bajo las órdenes del Mayor general cubano Vicente García González. Encontrándose en este puesto, participó activamente en las sediciones de Lagunas de Varona (1875) y Santa Rita (1877). 
Capturado por fuerzas enemigas el 25 de octubre de 1877, sometido a consejo de guerra y condenado a muerte. Sin embargo, el Capitán General español de Cuba, Arsenio Martínez Campos, le conmutó la sentencia por deportación a su país de origen. 

## Últimos años y muerte
Liberado tras el Pacto del Zanjón, regresó a su país de origen, en donde vivió hasta fallecer por causas naturales, el 14 de octubre de 1900, a los 70 años de edad. Simpatizó con la Revolución de 1895 (1895-1898) y cooperó con ella desde su natal Venezuela. 